# عبد الله أزهر
عبد الله أزهر (21 سبتمبر 1939 الدار البيضاء المغرب - 13 ديسمبر 2015 الدار البيضاء المغرب) هو لاعب كرة قدم مغربي سابق كان يلعب كمهاجم.

## وصلات خارجية
- عبد الله أزهر على موقع قاعدة بيانات كرة القدم.إي يو (الإنجليزية)
- عبد الله أزهر على موقع عالم كرة القدم.نت (الإنجليزية)